# SN 1999ft
SN 1999ft – supernowa typu Ia odkryta 3 listopada 1999 roku w galaktyce A232814+0005. W momencie odkrycia miała maksymalną jasność 24,70m.